# Kurt Christofzik
Kurt Christofzik (17 de março de 1910 - 4 de maio de 1976) foi um oficial alemão que serviu durante a Segunda Guerra Mundial. Foi condecorado com a Cruz de Cavaleiro da Cruz de Ferro.

## Carreira

### Patentes
Oberleutnant der Reserve

### Condecorações
| Cruz de Ferro 2ª Classe                                 |
| Cruz de Ferro 1ª Classe                                 |
| Cruz de Cavaleiro da Cruz de Ferro 22 de agosto de 1943 |